# St. Nikolaus (Rothenbuch)

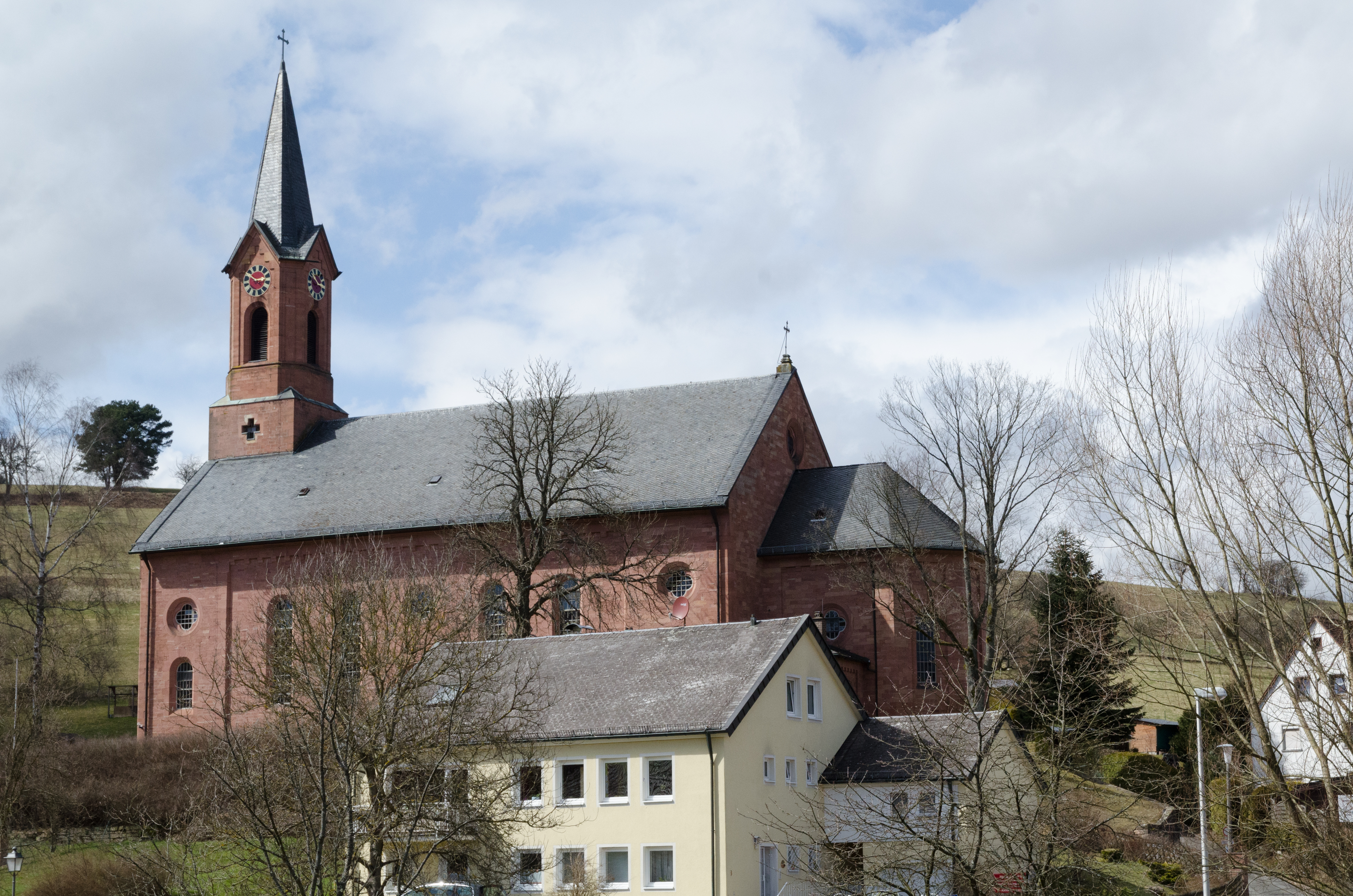
St. Nikolaus (Rothenbuch)

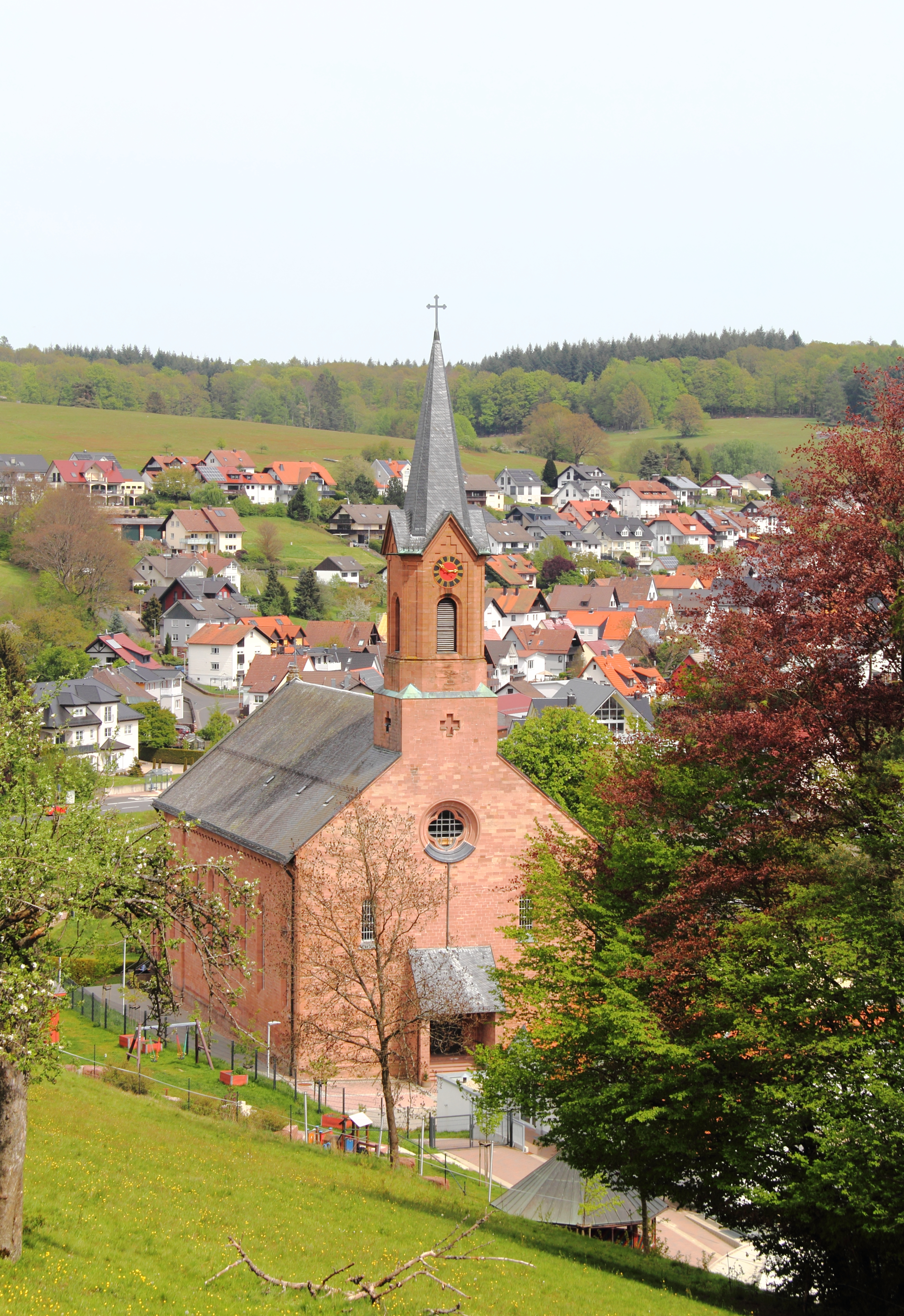
Blick vom Tiergartenberg

Die römisch-katholische, denkmalgeschützte, dem Nikolaus von Myra gewidmete Pfarrkirche St. Nikolaus befindet sich in Rothenbuch, einer Gemeinde im Landkreis Aschaffenburg (Unterfranken, Bayern). Das Bauwerk ist unter der Denkmalnummer D-6-71-148-1 als Baudenkmal in der Bayerischen Denkmalliste eingetragen. Die Pfarrei gehört zur Pfarreiengemeinschaft St. Hubertus im Spessart (Waldaschaff) im Dekanat Aschaffenburg-Ost des Bistums Würzburg.

## Beschreibung
Die neugotische Saalkirche aus Quadermauerwerk wurde zwischen 1846 und 1848 erbaut und steht im Eigentum des Staates, nachdem Bayern 1835 die Baulast anerkannt hatte. Nachdem sich der Staat zum Unterhalt verpflichtet hatte, fand der erste Gottesdienst am 24. Juni 1861 statt. Die Kirche besteht aus einem Langhaus, einem eingezogenen, dreiseitig geschlossenen Chor im Osten und einem quadratischen Dachturm im Westen, der sich in einem achteckigen Geschoss fortsetzt, das die Turmuhr und den Glockenstuhl beherbergt. Darauf sitzt ein achtseitiger, schiefergedeckter Knickhelm. 1855 wurden der Hochaltar, die Kanzel und die Orgel gebaut.